# Náměstí Slovenského národního povstání (Bratislava)
Náměstí SNP (slovensky Námestie Slovenského národného povstania) je jedno z nejznámějších bratislavských náměstí. Nachází se ve Starém Městě mezi Hurbanovým náměstím a Kamenným náměstím. V blízkosti náměstí u Hurbanova náměstí se napojuje na Obchodní a Michalskou ulici.
Má charakter městské pěší zóny, tedy prochází jím pouze tramvajová trať a automobilová doprava jen v minimálním rozsahu.
V roce 2006 bylo zrekonstruováno, byly vyměněny tramvajové koleje a vyměněn byl i asfaltový chodník za kvalitní dlažbu. Výměnou dlažby a použitím nového mobiliáře zesílil dojem rozlehlosti a menší útulnosti náměstí.
Na náměstí se nachází první mrakodrap v Bratislavě, tzv. Manderlák, který má 11 nadzemních podlaží. U Manderláku stojí zrekonstruovaná Stará tržnice. V horní části náměstí se nachází budova hlavní pošty.

## Galerie

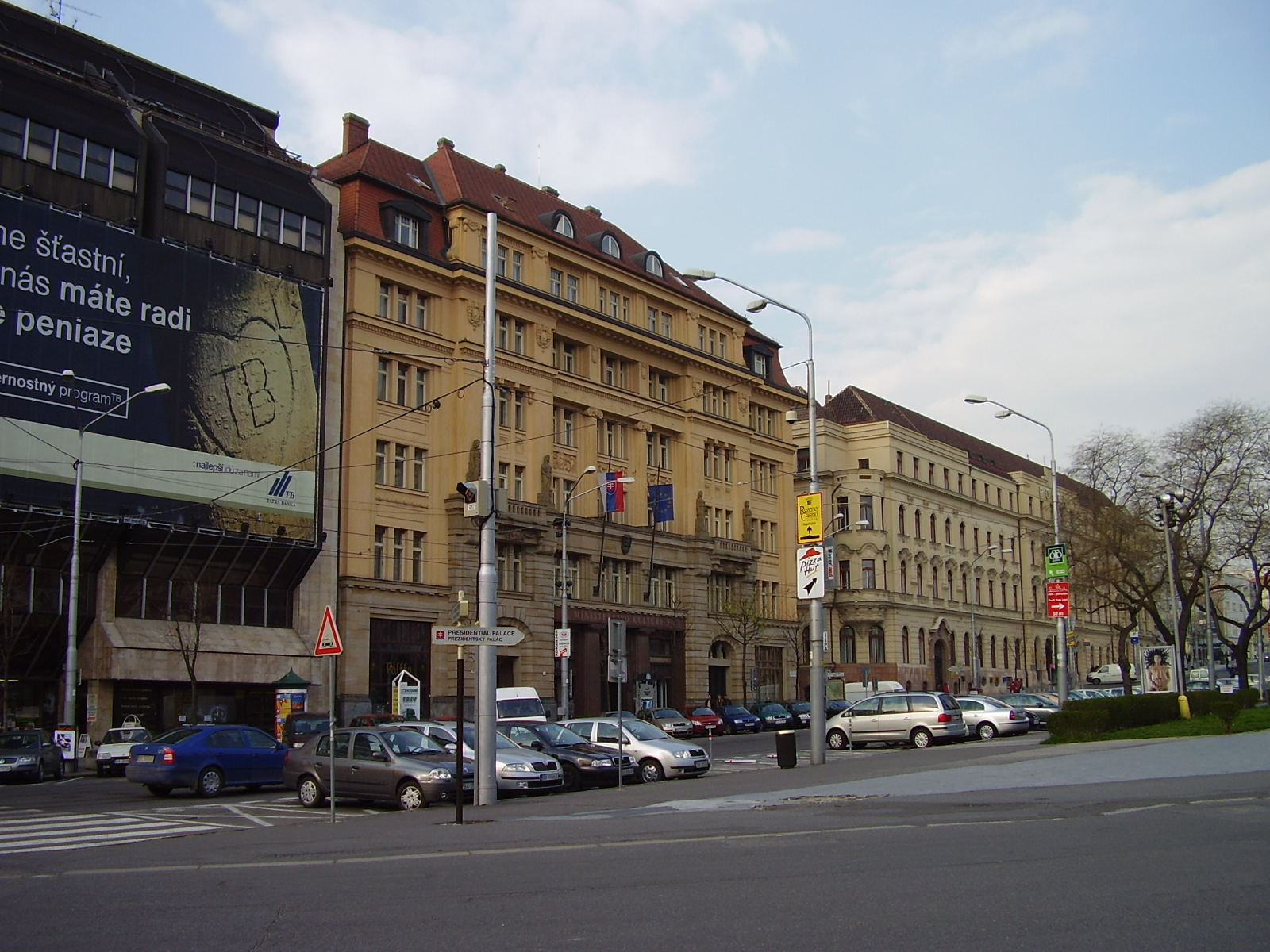
Náměstí SNP, Ministerstvo kultury SR
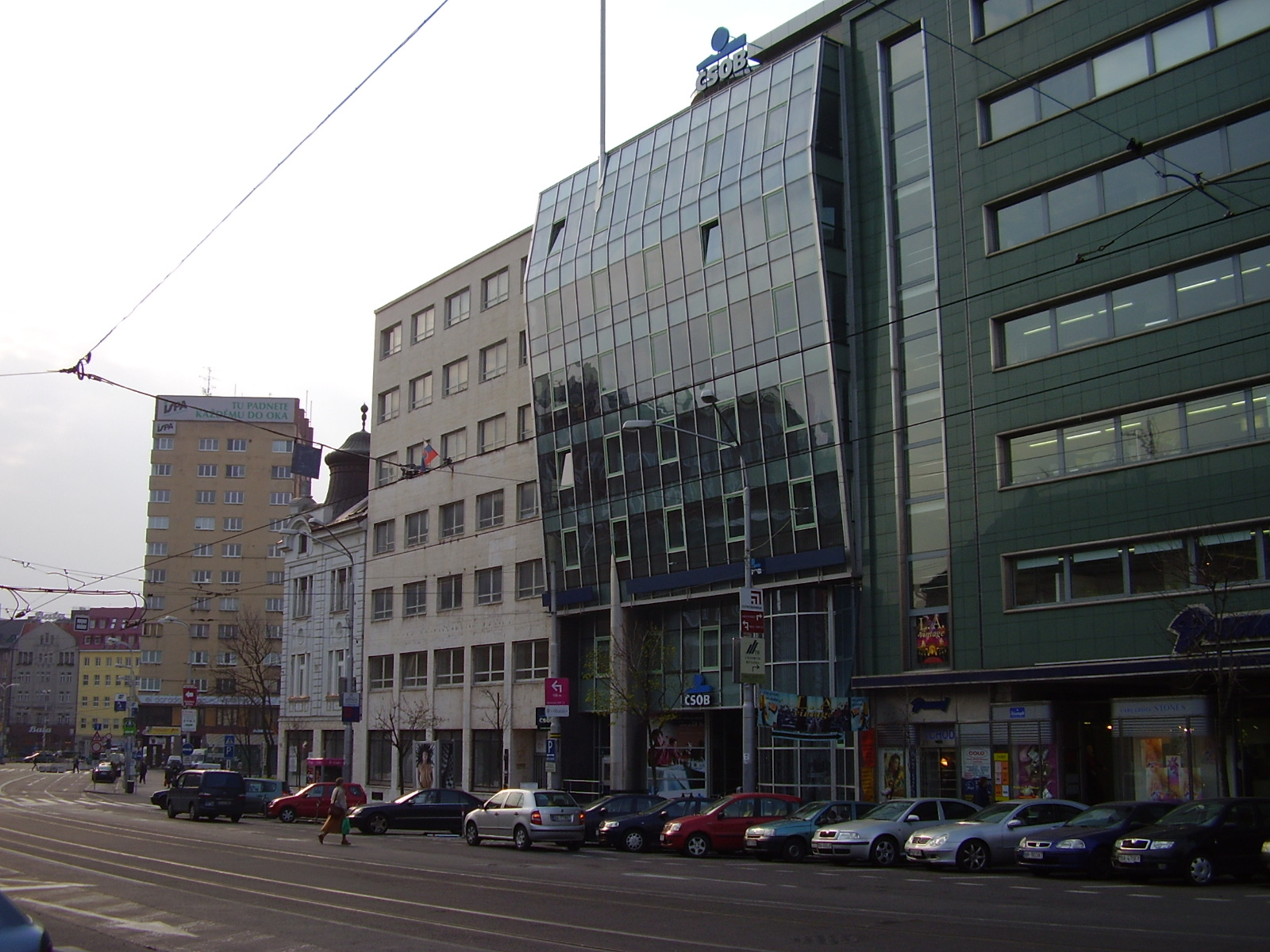
Náměstí SNP, v pozadí Manderlák, v popředí OD Dunaj
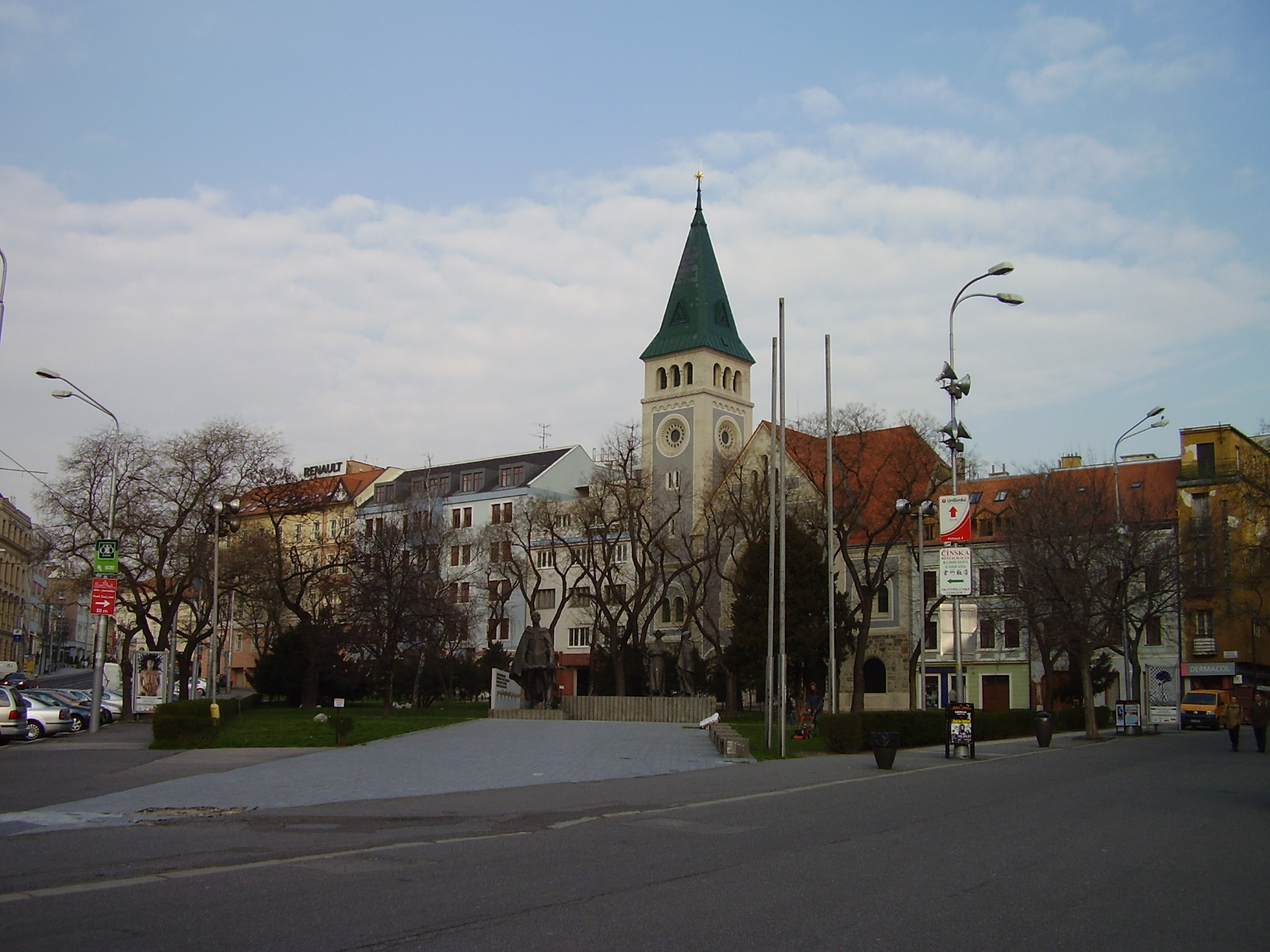
Náměstí SNP, pěší zóna, kostel